# 1937年のル・マン24時間レース

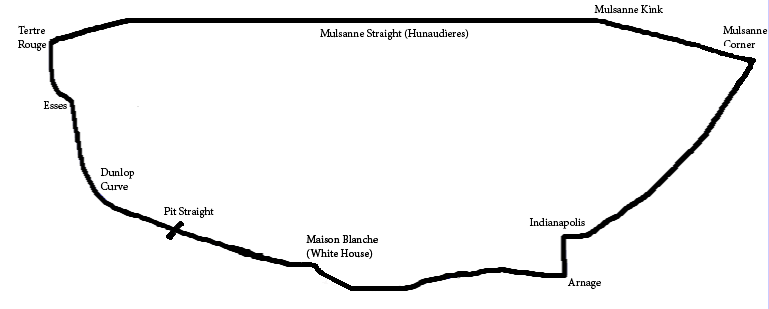
1937年のコース

1937年のル・マン24時間レース（24 Heures du Mans 1937 ）は、14回目のル・マン24時間レースであり、1937年6月19日から6月20日にかけてフランスのサルト・サーキットで行われた。

## 概要
出走したのは48台。完走したのは17台。
ジャン・ピエール＝ウィミーユ（Jean-Pierre Wimille ）/ロベール・ブノア（Robert Benoist ）組のブガッティ・ブガッティ・タイプ57Gの2号車が、2位以下に大きな差をつけて24時間で3,287.938kmを平均速度136.997km/hで走って優勝した。2-3位もフランス車ドライエ・135CSの14号車と10号車、4位はドラージュ・D6-70の19号車、ここまで全てフランス人ドライバーの乗るフランス車が占め、再びフランス主体のル・マンに戻った感があった。